# Thalassomysis sewelli
Thalassomysis sewelli is een aasgarnalensoort uit de familie van de Mysidae. De wetenschappelijke naam van de soort is voor het eerst geldig gepubliceerd in 1939 door W. Tattersall.